# Volley Millenium Brescia
Volley Millenium Brescia är en volleybollklubb från Brescia, Italien. Klubben grundades 1999. Från 2006 och åren framåt gick klubben upp genom seriesystemet för att debutera i serie A1 2018-2019. Första sejouren i högsta serien varade till 2020-2021 då de kom sist och åkte ur serien.